# グランドテール島

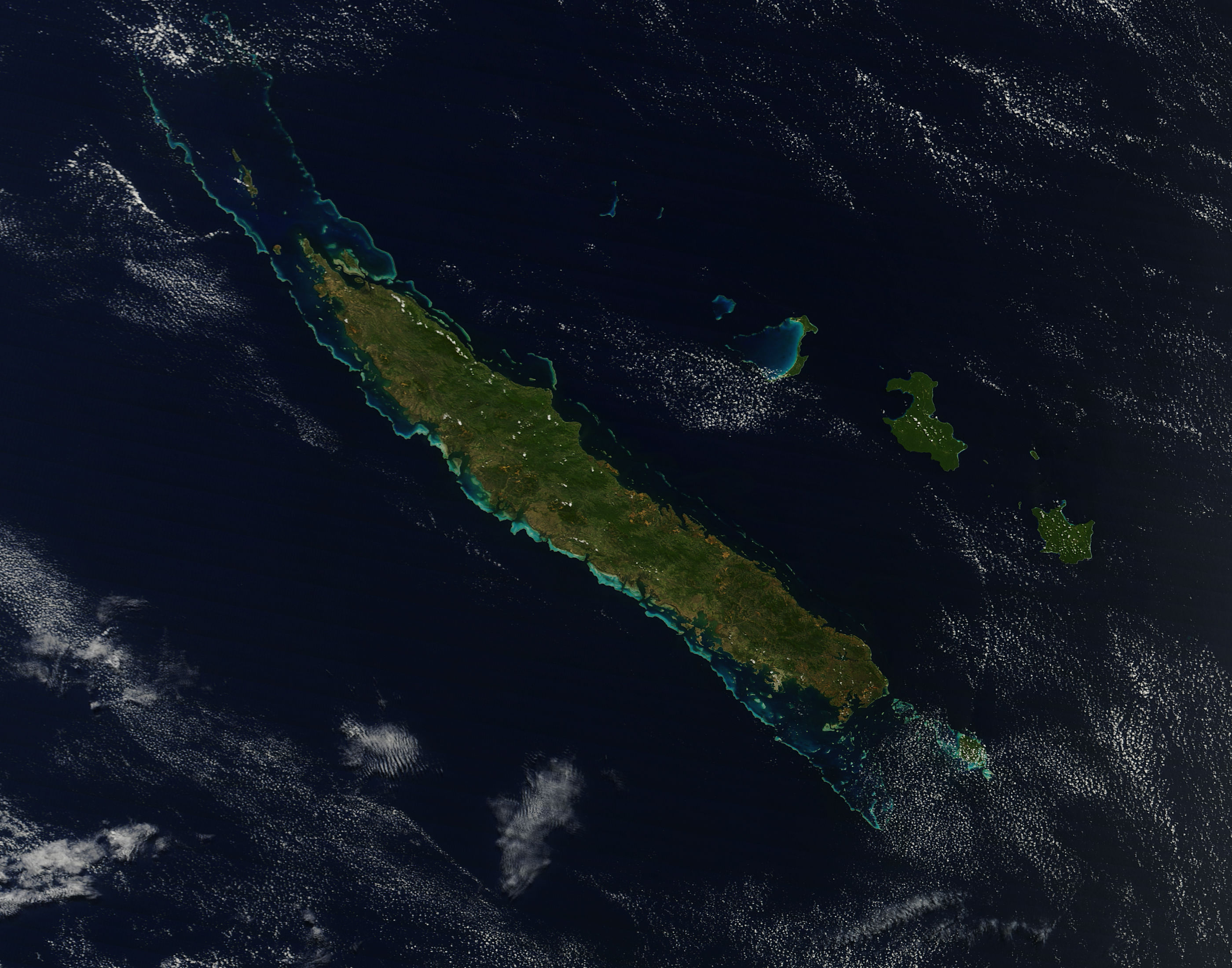
人工衛星のテラによるグランドテール島の衛星写真 (2012年11月24日).

グランドテール島（グランドテールとう、Grande Terre）は、ニューカレドニア最大の島かつ主要な島となっている。ティナ半島に位置するチバウ文化センターがある。

## 概要
グランドテール島最大の都市はヌメアでニューカレドニアの首都となっている。グランドテール島は北西から南東に伸びた島で面積は16,372km2で、長さは350kmで幅は50から70kmに及び1500m以上の山が４つあり、最高点は標高1628mのパニエ山となっている。
島に多雨林が多く、大部分はニューカレドニア雨林というエコリージョンを成している。島の南部（グランスッド）にはリビエール・ブルー州立公園がある。また、ヤテ湖を含む南部の湖沼・湿地群は2014年にラムサール条約登録地となった。